# Henk Roomberg
Hendrik Johan (Henk) Roomberg (Rotterdam, 27 februari 1895 – Den Haag, 12 december 1945) was een Nederlands voetballer die als midvoor speelde.
Roomberg werd geboren in Rotterdam en groeide op in Den Haag. Daar speelde hij voor Voetbal Club 'Snel' (VCS). In 1916 stapte hij van VCS over naar Sparta Rotterdam. Daar kwam hij in een succesvol team met onder meer Bok de Korver, Huug de Groot en Cas Ruffelse. Hij maakte deel uit van de selectie van het Nederlands voetbalelftal op de Olympische Zomerspelen 1924, waar hij niet in actie kwam. In november 1924 raakte hij in een wedstrijd van Sparta geblesseerd en verdween in januari 1925 uit het elftal. Roomberg, die meubelhandelaar van beroep was, keerde terug naar Den Haag waar hij zeven jaar de technische leiding had bij ADS. In 1940 huwde hij met Paulina Esseveld. Hij overleed eind 1945 op vijftigjarige leeftijd en werd begraven op Oud Eik en Duinen.
Joop ter Beek · 
Jan de Boer · 
Klaas Breeuwer · 
Harry Dénis · 
André le Fèvre · 
Ok Formenoij · 
Ber Groosjohan · 
Gerrit Horsten · 
Peer Krom · 
Louis Lash · 
Evert van Linge · 
Gejus van der Meulen · 
Jan de Natris · 
Jan Oosthoek · 
Kees Pijl · 
Henk Roomberg · 
Dick Sigmond · 
Albert Snouck Hurgronje · 
Hans Tetzner · 
Henk Vermetten · 
Ben Verweij · 
Gerrit Visser · 
Coach: William Townley